# Molophilus annexus
Molophilus annexus är en tvåvingeart som beskrevs av Alexander 1927. Molophilus annexus ingår i släktet Molophilus och familjen småharkrankar. Inga underarter finns listade i Catalogue of Life.